# Radioul Refugiaților
Radioul Refugiaților (în engleză Refugee Radio) este o organizație caritabilă din Regatul Unit al Marii Britanii și Irlandei, cu scopul de coeziune socială, prin metoda radiodifuziunii. A fost înființat în anul 2008. Fondatorul acesteia este Stephen Silverwood.
Organizația difuzează o emisiune radio în parteneriat cu Radio Reverb, un post de radio local din sud-estul țării. Programul este difuzat pe diverse posturi de radio pe internet, și se bazează pe programul de lungă durată Desert Island Discs de la BBC Radio 4. În loc să intervieveze celebrități, acesta prezintă „naufragiați”, refugiați și redă muzica pe care au adus-o cu ei în Regatul Unit. Proiectul contribuie, de asemenea, la emisiunile radio pe internet dedicate Săptămânii Refugiaților și la emisiunea Zilei Internaționale a Migranților.

## Publicații
- Moștenirea naufragiilor (2019, de Stephen Silverwood)
- Moștenirea la pachet: Povești adevărate din restaurantele mediteraneene, din Orientul Mijlociu și din Africa de Nord (2016, de Stephen Silverwood)
- Refugee Radio Times (2014, de Lorna Stephenson și Stephen Silverwood)